# (8089) Yukar
(8089) Yukar (1990 TW7) – planetoida z grupy pasa głównego asteroid okrążająca Słońce w ciągu 3,62 lat w średniej odległości 2,35 au. Odkryta 13 października 1990 roku.